# Братська могила бійців Червоної Армії (с. Томашгород)

## Історія
У 1944 р. під час нальоту німецької авіації на залізничну станцію Томашгород загинуло 34 бійця Червної армії. Прізвища всіх загиблих не встановлені. Останки бійців поховані у братських могилах.
У 1044-1945 рр. у сутичках з підрозділами УПА загинули рядові: Бабій М.С., Коршиманов В.С., Ніжегородцев Ф.О. Останки загиблих були поховані в одиночних могилах в с. Томашгород. 
У 1964 р. на могилах загиблих встановлено пам'ятник, за рішенням виконкому Томашгородської сісльської ради від 22 лютого 1963 р.

## Взяття на облік
Даний об'єкт культурної спадщини взято на державний облік та під державну охорону від 17 лютого 1970 р.  рішенням № 102 Ровенського обласного виконкому депутатів трудящих

## Опис об'єкта
Група могил розташована на околиці села, біля будівлі залізничного вокзалу.
На постаменті прямокутної  форми встановлена скульптура солдата в касці з автоматом за плечима. Воїна зображено покладаючим стяг на надгробну стелу. На символічній стелі викарбувана лаврова гілка зі стрічкою. Скульптурна композиція символізує скорботу за загиблими.
В центрі постаменту прикріплена пам'ятна дошка з текстом:
```
            
"Вечная слава героям, павшим за Родину в Великой Отечественной Войне 1941-1945 гг."
```

По обидві сторони від пам'ятника розташовані дві братські та 3 одиночні могили. На кожній могилі встановлено меморіальну плиту з викарбуваною п'ятикутною зіркою зверху, лавровою гілкою внизу та прізвища загиблих воїнів.
```
Розміри: постамент - 1,40 х 1,40 х 0,90 
         скульптура - 2,2 м
```